# 福州长乐国际机场
福州长乐国际机场，简称长乐机场、福州机场，位于中国福建省福州市长乐区漳港街道沿海，于1997年6月23日投入使用，为中国首座完全由地方政府自筹资金兴建的大型现代化航空机场。
福州机场是福建省主要的国际机场之一，也是福州市目前唯一的民航机场，同时也是福州航空公司、成都航空公司、中國東方航空，以及厦门航空公司的基地机场，是中国华东地区重要的航空国际口岸之一、中国东南沿海最繁忙机场之一，也是重要的航空客货集散地。机场自通航以来，始终保持着空地人员零死亡的安全记录。

## 机场概况
福州长乐国际机场位于福州市东南方向长乐区漳港街道的一块沙地，距离福州市中心约55公里，於1997年6月23日投入使用。
机场拥有62个停机位、17座登机桥、17个安检通道、5个国际出发厅和11个国内出发厅，机场年旅客保障能力2500万人次，飞行区硬件包括一条长宽为3600×45米的跑道，和一条长宽为3600×23米的平行滑行道，飞行区等级为4E级。航站楼由新加坡雅思柏设计事务所（RSP）设计，楼体长1032米，进深141米，共有5层:56。
- 值机大厅
- 机场国际出发区
- 候机厅
- 航站楼迎客厅
- 停機坪

### 空中交通服务通信设施通信频率
ATIS：126.4MHz
塔台管制：118.45MHz
地面管制：121.60MHz
机坪管制：121.725MHz
进近管制：124.85MHz

## 历史
福州长乐国际机场建于20世纪90年代，机场于1991年立项，1993年动工，并在1997年通航。机场在通航后，随着客流量日益上升，又再进行了两次扩建。

### 立项
1991年，习近平任福州市委书记期间福州市政府提議在福州市新建一座專用的民用機場，以取代跑道長度和設計容量不足的軍民兩用機場福州義序機場的民用功能。1991年8月，福州市提出新機場立項報告，新场址方案包括福州近郊螺洲镇、新店镇八一水库附近、长乐漳港以及利用福清龙田机场，最终新机场选址定于长乐漳港:55。1992年6月3日，新機場建設獲得批准；同年11月14日，新機場工程可行性研究報告獲得批准。至此，福州机场进入建设阶段。

### 建设
1993年1月1日，新機場項目完成初步設計，開工奠基儀式舉行。1994年4月，完成淨空處理、排水、航站樓樁基、南進場路、海堤加固等工程。1995年5月，進入大規模土建階段，工程列入國家新開工專案。1995年6月3日，航站楼开工建设。1996年，進入安裝和裝修階段。1997年1月，飛行校準，并在5月通过初步驗收。1997年6月20日，總體驗收通過，福州机场获得民航总局批准开放使用。1997年6月23日，經民航總局批准，福州長樂國際機場正式通航。开航之际时任中共中央总书记江泽民亲自为机场题了场名。时任国务院副总理邹家华给机场剪彩。原空军司令张廷发、时任全国人大常委会副委员长王汉斌等领导参加了庆典活动，时任民航总局副局长宣布开航。长乐机场是中国大陆首座完全由地方投资的大型现代化国际机场，耗资巨大，大部分资金由福州市筹措，因此福州市发动了社会各界进行捐款。但即使如此，在机场建设过程中资金还是经常断供，最长甚至达6个月。

### 扩建

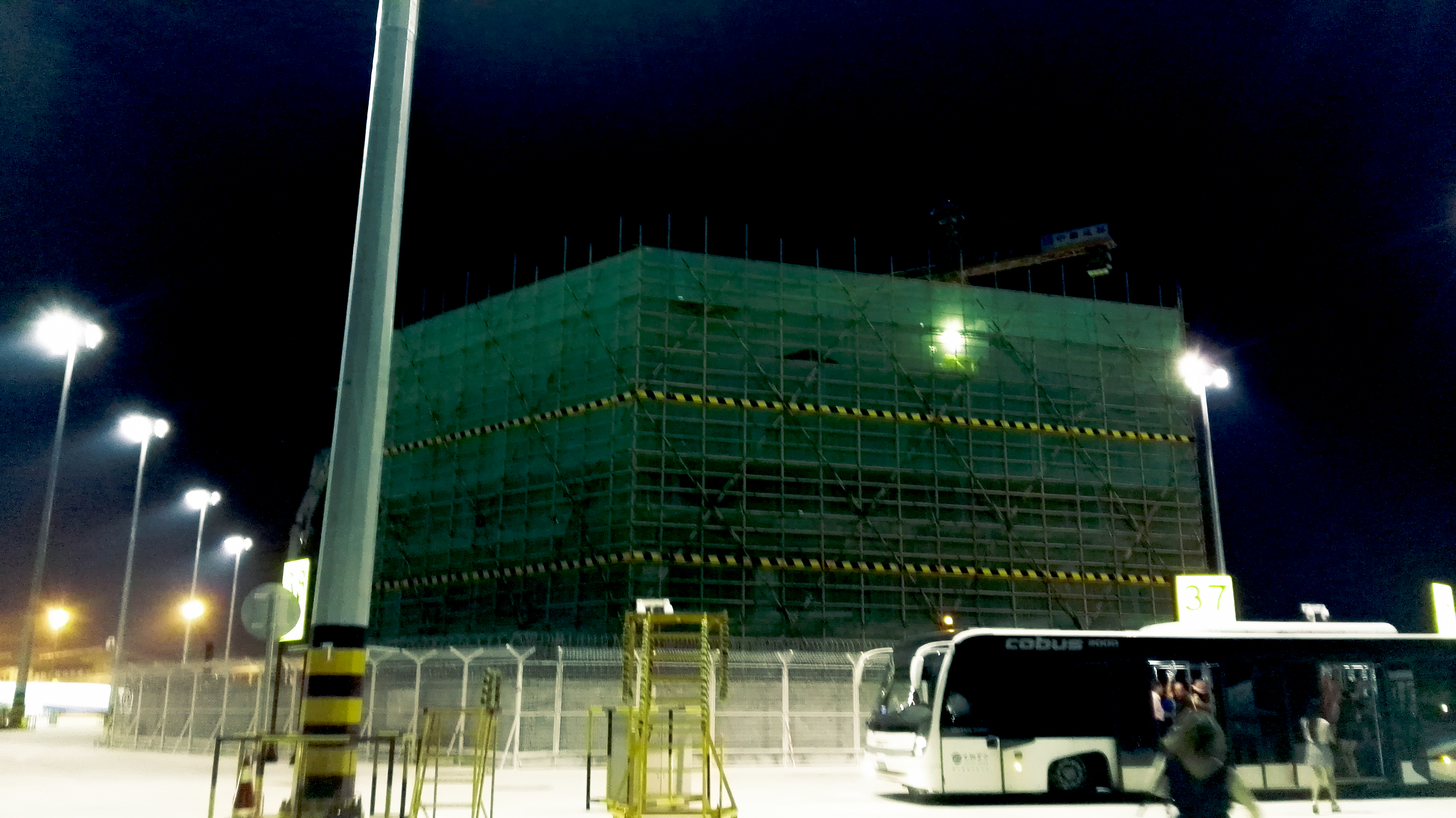
扩建中的航站楼

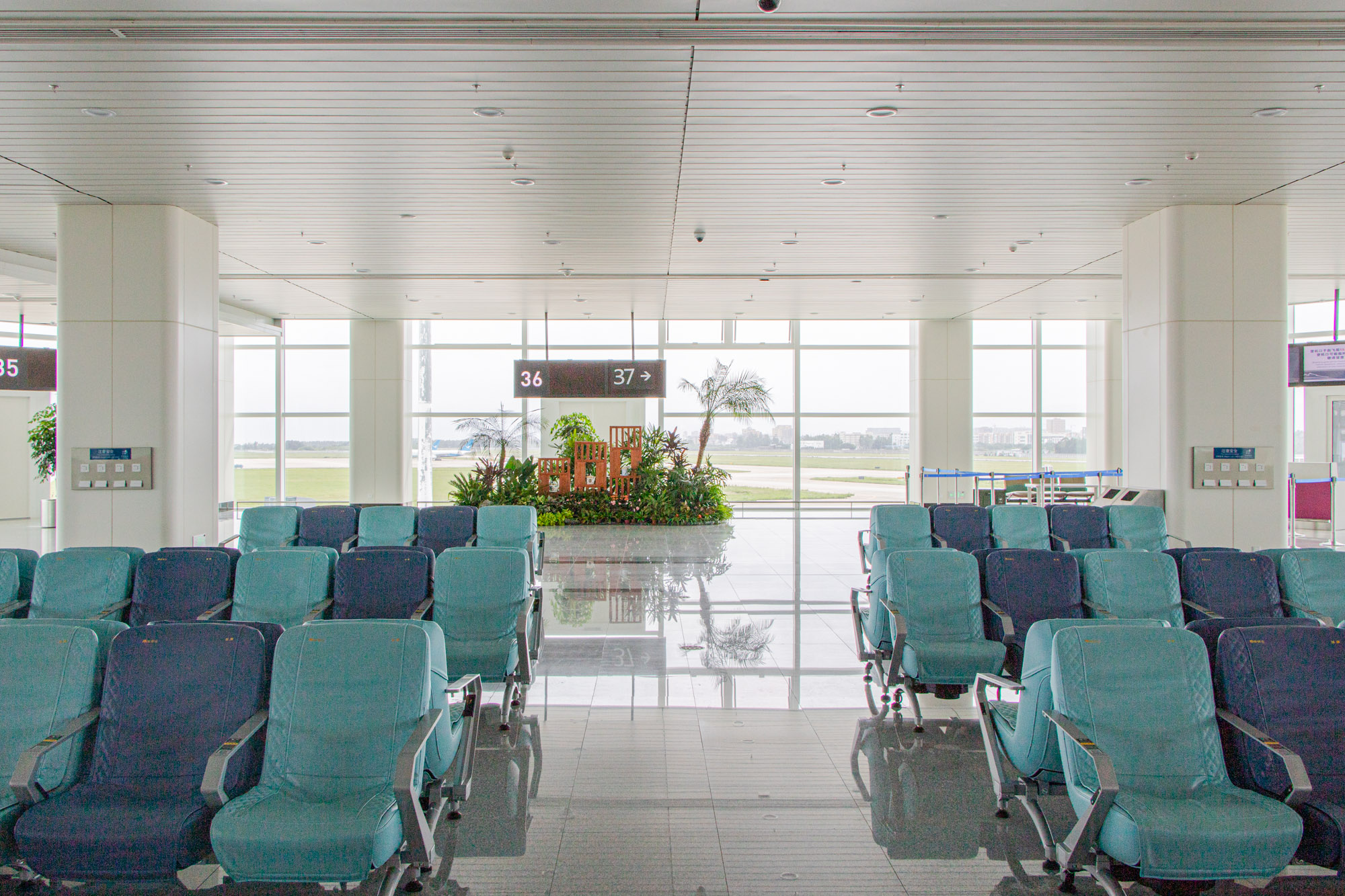
扩建后的新候机厅

2010年8月，随着机场旅客吞吐量达到初期设计规模，机场启动第一轮扩能建设，总投资约2亿元，主要包括候机楼扩容和停机坪扩建，以及航空食品新厂房等非航空业务建设项目。停机坪扩建工程于2010年8月份开始动工，2011年12月29日完工。扩建后停机坪总面积由原来的24万平方米增加到30万平方米，停机位由原来的24个增加到36个。新停机坪正式投入使用。航站楼扩能工程于2012年12月4日顺利通过民航局验收，投入使用。工程对二层部分国际候机区域及二层部分国内候机区域进行了装修，候机区面积增加3000多平方米，新增8个国内旅客值机柜台和2个国际旅客值机柜台，新增3条国内安检通道、1个行李分拣转盘和1个行李到达提取转盘，国际出发厅和国内出发厅分别增加2个和5个候机厅，新增7座登机桥，登机桥总数增至16座。第一轮扩能工程建设后，福州机场的年保障能力从650万人次提升至1100万人次以上。
2014年11月，机场启动第二轮扩能改造建设。第二轮扩能建设包括航站楼扩能和站坪配套工程，总投资约19.5亿元。航站楼扩能将在原候机楼基础上新建主楼并扩建南北两翼，新建候机楼面积7.69万平方米，改造面积2.71万平方米，扩能后航站楼总面积将达到21.4万平方米。站坪及滑行道工程将停机位从36个增加到62个，还新建了2条C类滑行道、局部延长二平滑、一条联络滑行道，扩建面积达18.3万平方米。。2017年4月28日，机场第二轮扩能飞行区部分完工。2018年11月28日，机场第二轮扩能航站楼部分完工启用，至此第二轮扩能工程全部完成。第二轮扩能工程完工后，福州机场年保障能力达到2500万人次。
2020年9月，机场启动二期扩建工程。二期扩建工程包括机场工程、空管工程和供油工程，包括新建一座25.5万平方米的T2航站楼、一条新跑道、68个停机位，项目总投资约214亿元。二期扩建完工后，福州机场年保障能力将达到3600万人次。2023年11月17日，机场第二塔台（高97.2米，是二期扩建工程中，空管工程的其中一个重要组成部分）实现主体结构封顶。

### 运营

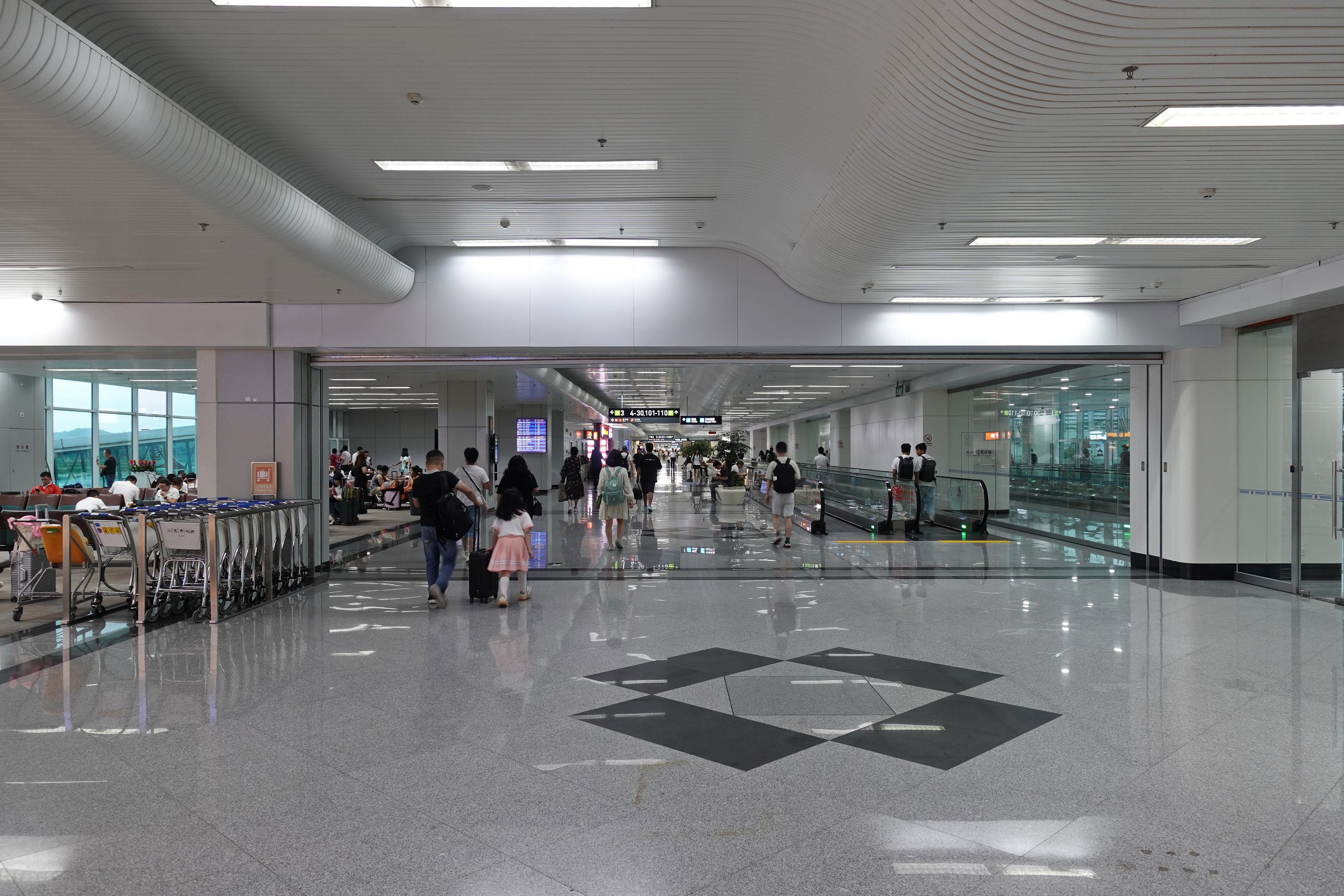
福州长乐国际机场航站楼国内候机厅

- 2001年，福州长乐国际机场共接待了超过300万人次的旅客。
- 2006年，福州长乐国际机场接待的旅客量突破400万人次。
- 2008年12月18日，福州与台北开通空中直航。
- 2009年，福州长乐国际机场完成了超过500万人次的旅客吞吐量。
- 2010年，福州长乐国际机场旅客吞吐量首次突破600万人次大关。
- 2012年，福州长乐国际机场旅客吞吐量突破700万大关。
- 2014年10月30日，福州市首家本土航空公司福州航空有限责任公司(福州航空)客机顺利首航北京。
- 2014年11月27日：福州长乐国际机场的首条洲际航线开通，由福州经停上海浦东前往纽约肯尼迪国际机场。[28]
- 2014年，福州长乐国际机场年旅客吞吐量逼近1000万人次大关。预计2015年机场的旅客吞吐量将突破1000万人次，迈入千万级机场俱乐部。
- 2015年1月：民航局确定为“海上丝绸之路”门户枢纽机场，这意味着福州机场从一般枢纽机场上升为国家级门户枢纽机场。
- 2017年2月15日：开通了福州-纽约航线，每周一三六执飞。这是福建省首条直飞纽约航线，也是福州机场首条直飞北美航线，福州成为第4个直飞纽约的国内城市。
- 2018年，福州长乐国际机场年旅客吞吐量突破1400万人次大关。[29]
- 2024年，福州长乐国际机场年旅客吞吐量突破1500万人次大关。[30]

请参阅源Wikidata查询.

## 航空公司及航线

### 客運

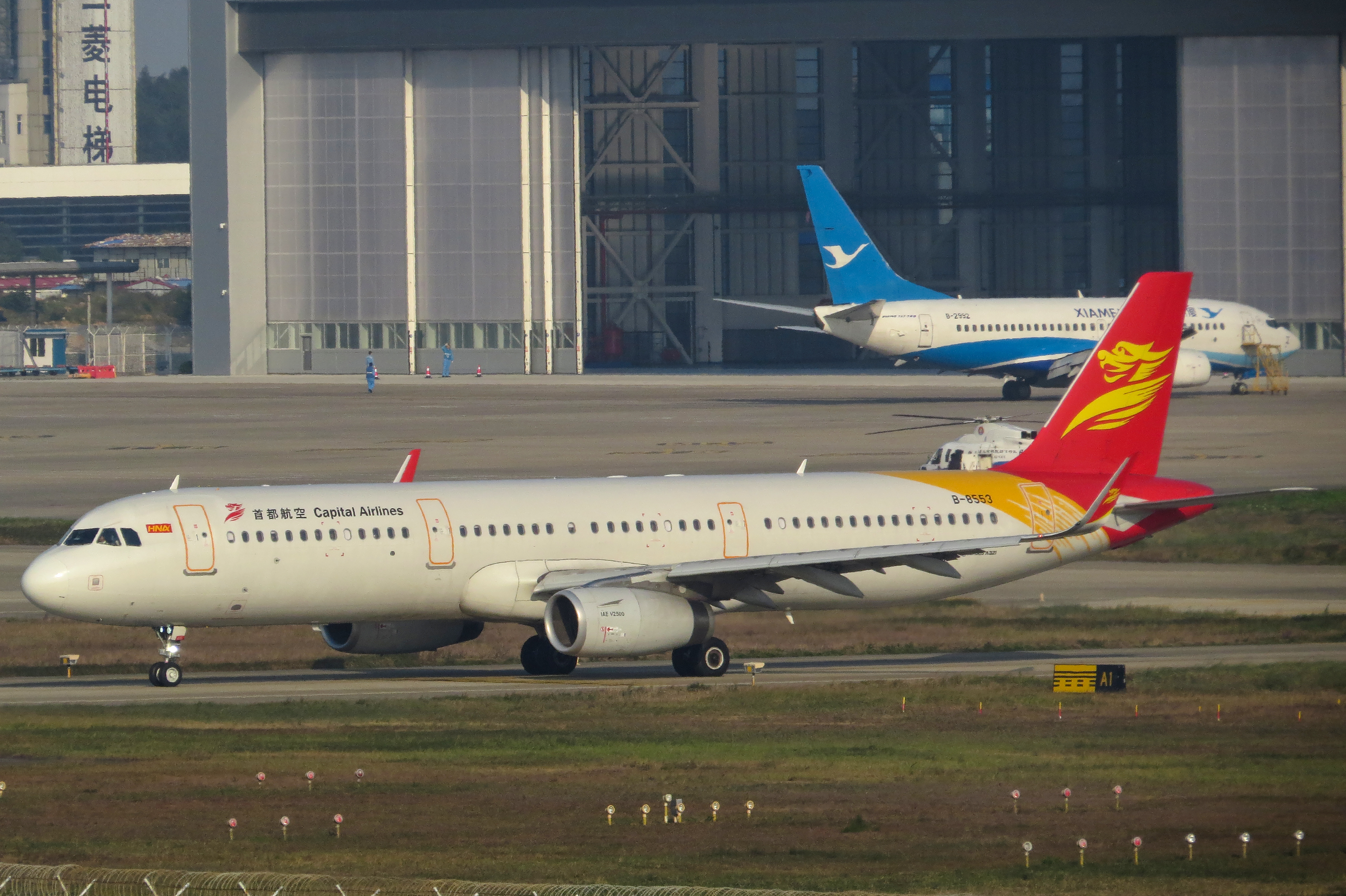
首都航空的空中客车A321-200型客机在福州长乐国际机场滑行

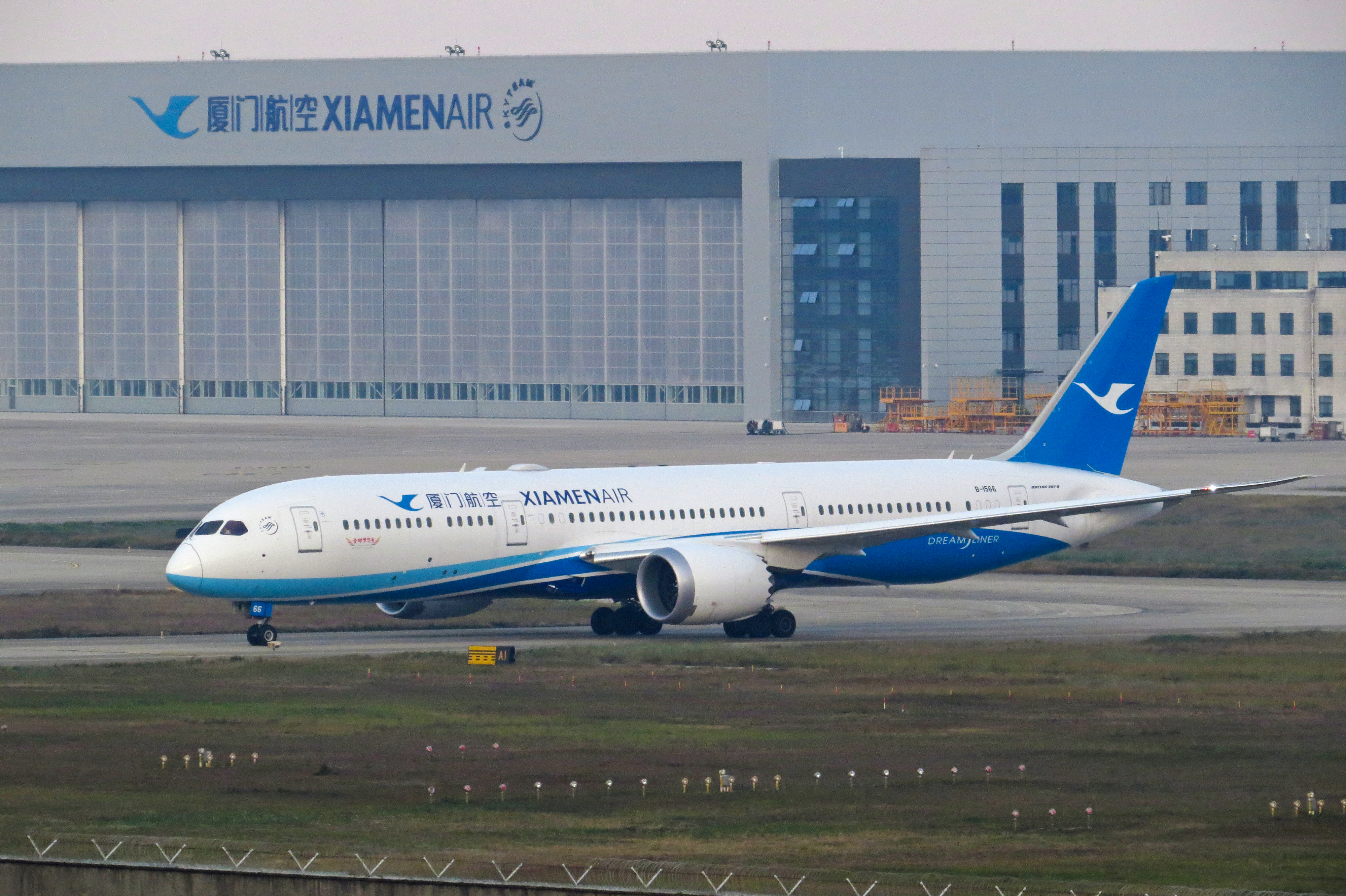
厦门航空的波音787-9型客机在福州长乐国际机场滑行

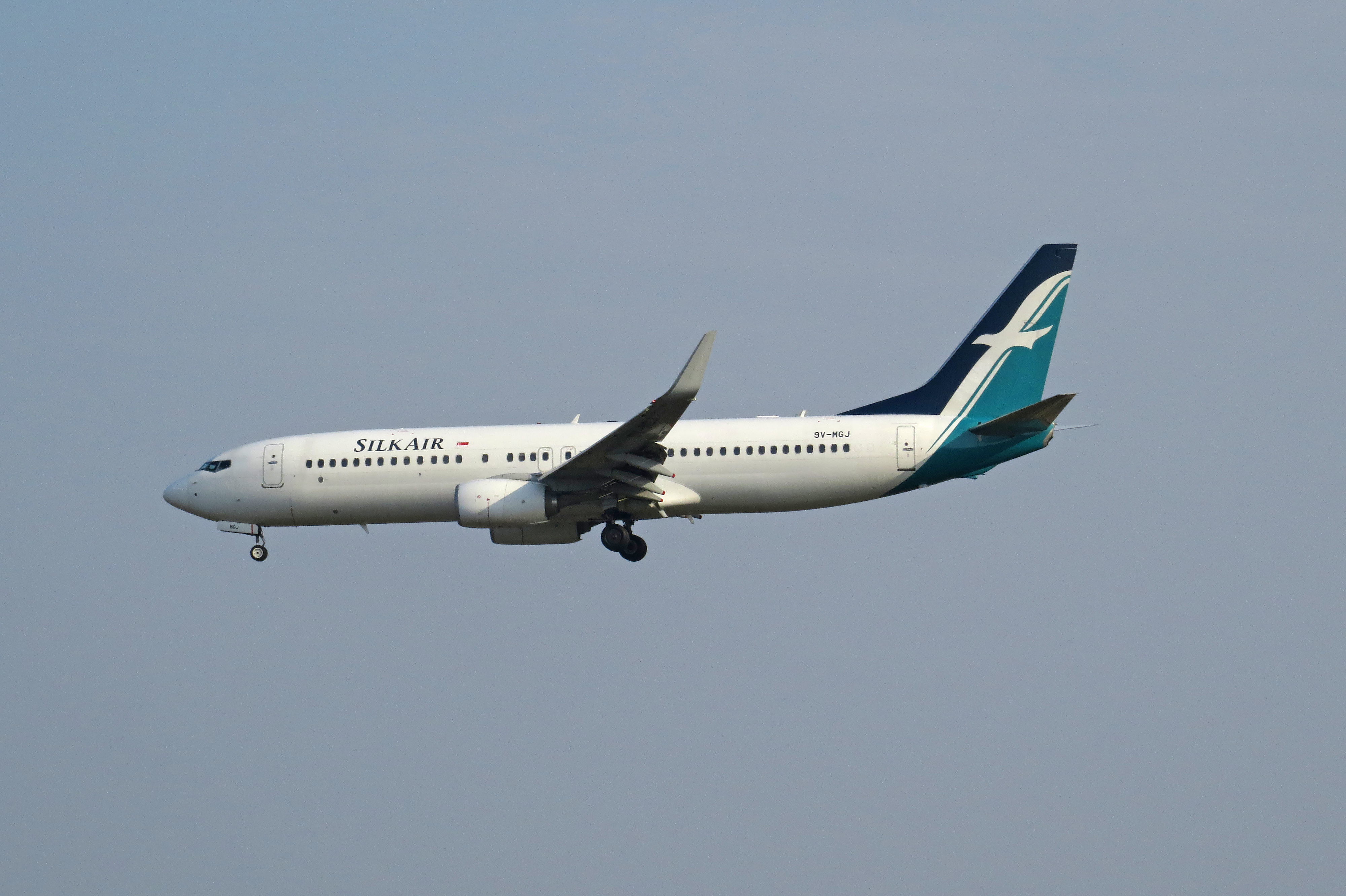
胜安航空的波音737-800型客机正在降落福州长乐国际机场

截至2024年4月，福州长乐国际机场已经开通了以下航线（不含班号共享）：
| 航空公司     | 目的地 |
| ------------ | --- |
| 廈門航空     | 境內：廣州、廈門 、長春、常州、重慶、長沙、成都/天府、大連、海口、杭州、哈爾濱、昆明、貴陽、桂林、南京、南寧、北京/大興、上海/虹橋、瀋陽、西安、三亞、深圳、无锡、青島、濟南、天津、太原、武漢、珠海、鄭州、銀川、呼和浩特、烏魯木齊、西宁、拉薩、赣州、西昌、兰州、绵阳、丽江（經柳州）、泸州（經桂林）、延安（經長沙） 港澳台：香港、澳门、台北/松山、台北/桃园、高雄 亞洲：东京/成田、大阪/关西、名古屋/中部、冲绳、首尔/仁川、吉隆坡、亞庇、新加坡、雅加達、金邊、萬象、河内 美洲：紐約/甘迺迪 |
| 春秋航空     | 境內：石家莊 亚洲：曼谷/素万那普 |
| 福州航空     | 上海/浦東、重慶、天津、西安、昆明、沈阳、太原、海口、贵阳、濟南、銀川、桂林、青島、郑州、长沙、兰州、南通、临沂、洛阳、太原（经停南通） |
| 深圳航空     | 深圳、濟南、西安、長沙、南寧、瀋陽、南京、大連、無錫、珠海、景德鎮、成都/雙流 |
| 海南航空     | 廣州、鄭州、合肥、北京/首都、西安、海口、長沙、南京、太原、大連、烏魯木齊 |
| 中國東方航空 | 淮安、昆明、南京、上海/虹橋、上海/浦東、西安、太原、長沙、兰州、淮安 |
| 中國南方航空 | 廣州、鄭州、深圳、烏魯木齊、武漢、天津、長沙、重慶、貴陽 |
| 天津航空     | 天津、臨沂、淮安、杭州、鄂爾多斯、常德、铜仁 |
| 中國國際航空 | 成都/雙流、北京/首都、重慶、上海/浦東 |
| 西部航空     | 重慶、武漢、鄭州、南京、三亚、哈尔滨 |
| 山東航空     | 重慶、桂林、北京、濟南、烏魯木齊 |
| 四川航空     | 長沙、成都、南寧、西安咸陽、昆明 |
| 幸福航空     | 黄山、合肥、舟山、义乌 |
| 祥鵬航空     | 昆明、長沙、南寧、桂林 |
| 首都航空     | 三亚、徐州、长春 |
| 河北航空     | 南京、石家莊 |
| 成都航空     | 貴陽、成都/雙流 |
| 昆明航空     | 昆明、南寧 |
| 青岛航空     | 青島、杭州 |
| 华夏航空     | 贵阳、柳州 |
| 上海航空     | 上海/虹橋 |
| 吉祥航空     | 上海/浦東 |
| 九元航空     | 西双版纳（經停南宁） |
| 中国联合航空 | 北京/大興 |
| 瑞丽航空     | 昆明（經停北海） |
| 多彩贵州航空 | 貴陽（经停宜春） |
| 國泰航空     | 香港 |
| 澳门航空     | 澳门 |
| 华信航空     | 台北/松山 |
| 大韩航空     | 首尔/仁川 |
| 酷航         | 新加坡 |
| 翎亞航空     | 霍尼亞拉（經停美娜多） |

### 貨運
| 航空公司     | 目的地                |
| ------------ | --------------------- |
| 中国邮政航空 | 廈門、南京、台北/桃園 |
| 商舟航空物流 | 廈門、杭州            |

## 机场交通

### 公路

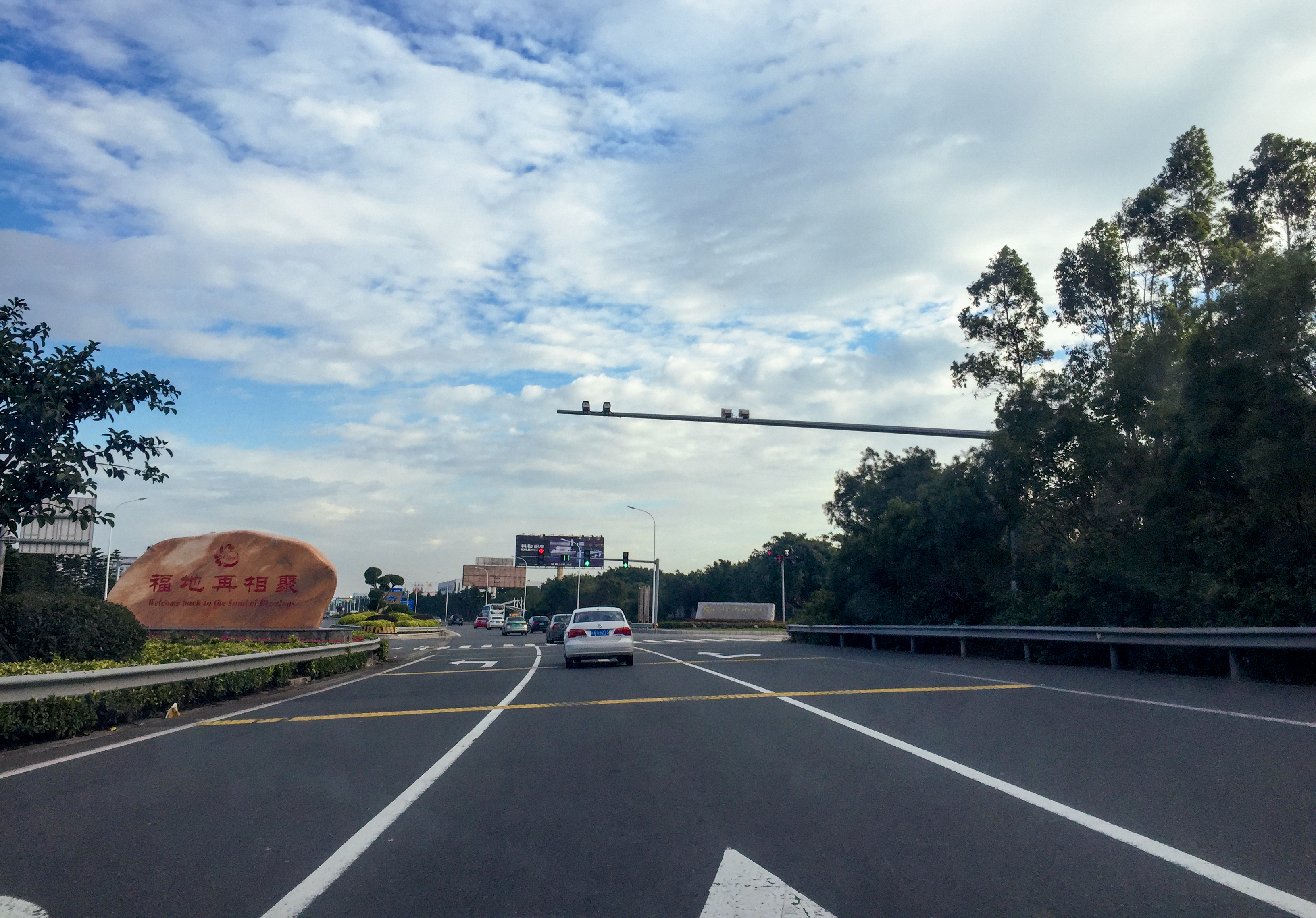
福州机场高速终点，“福地再相聚”送别语

普通公路方面， 316国道从机场南侧接入，可通过该道路前往福州市区；金湖梅线从机场北侧接入，可通过该道路进入 228国道或滨海大通道至长乐区北部。
高速公路方面， 福州机场高速从机场南侧接入，该线路从福州长乐国际机场起，经长乐、马尾、晋安、福州站至福州三环路西岭枢纽。高速公路在长乐鹤上可与  福州绕城高速分流，在马尾可与  沈海高速分流。

### 公共交通
旅客可通过乘坐地鐵、出租车、机场巴士等交通工具前往福州长乐国际机场。

#### 地鐵
连接福州長樂國際機場的福州地鐵濱海快線已于2019年底开工，计划在2025年投入运营。濱海快線采用时速140公里的4节编组市域A型列车，以期实现福州火车站至福州长乐國際机场40分钟通达。
线路起自晋安区福州火车站，经华林路、六一路、南台大道、祥谦镇、长乐站、滨海新城，最后沿滨海大道跨机场高速后到达福州长乐国际机场。

#### 出租车
到达厅外设有出租车候车区，旅客可通过出租车前往福州市区。福州出租车定价3公里以内起价10元，3公里後2元/公里，8公里以上加收50%空驶费，23:00后每公里加收10%，乘客还需额外支付过路费。

#### 机场巴士

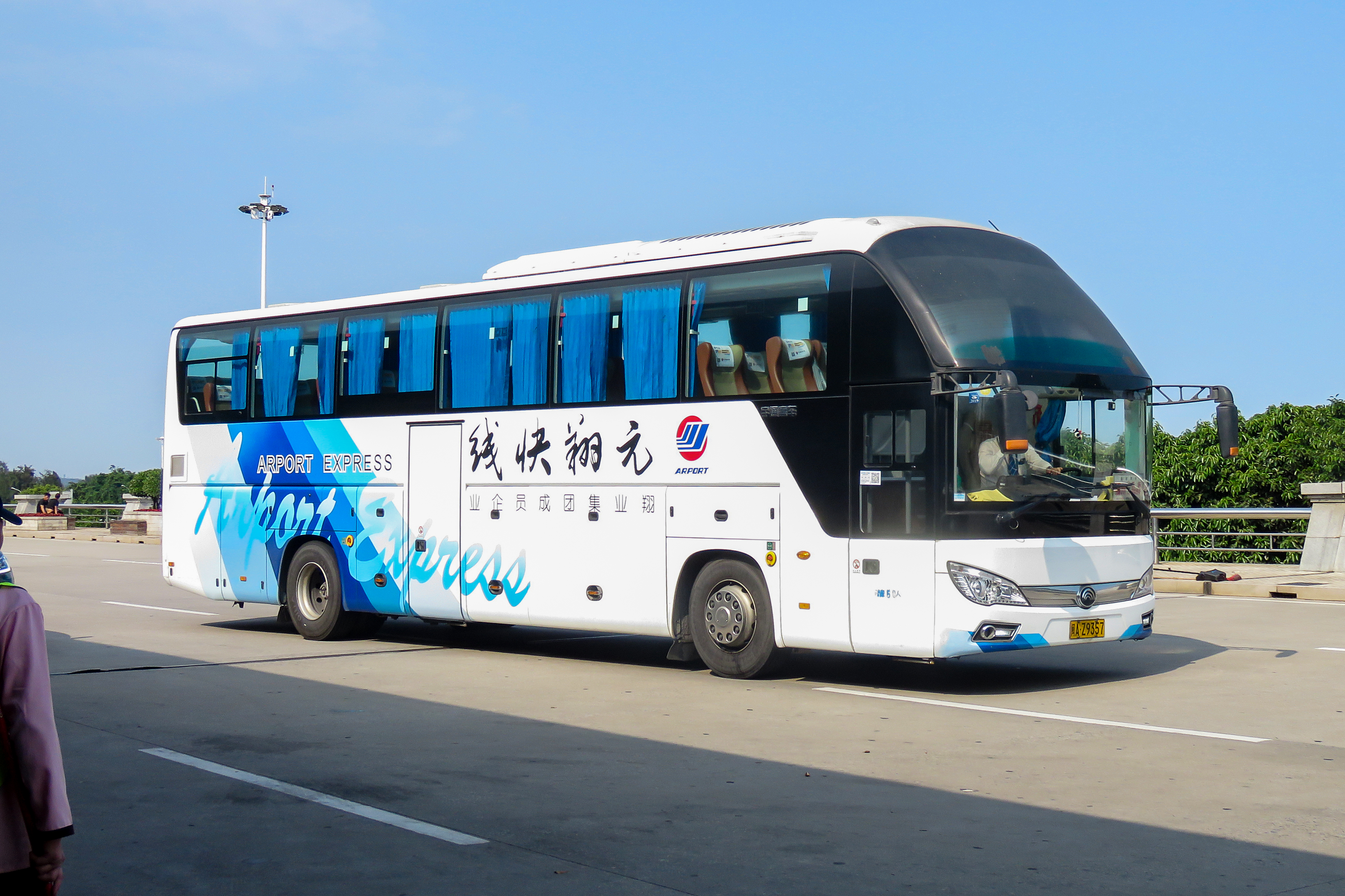
福州长乐机场大巴

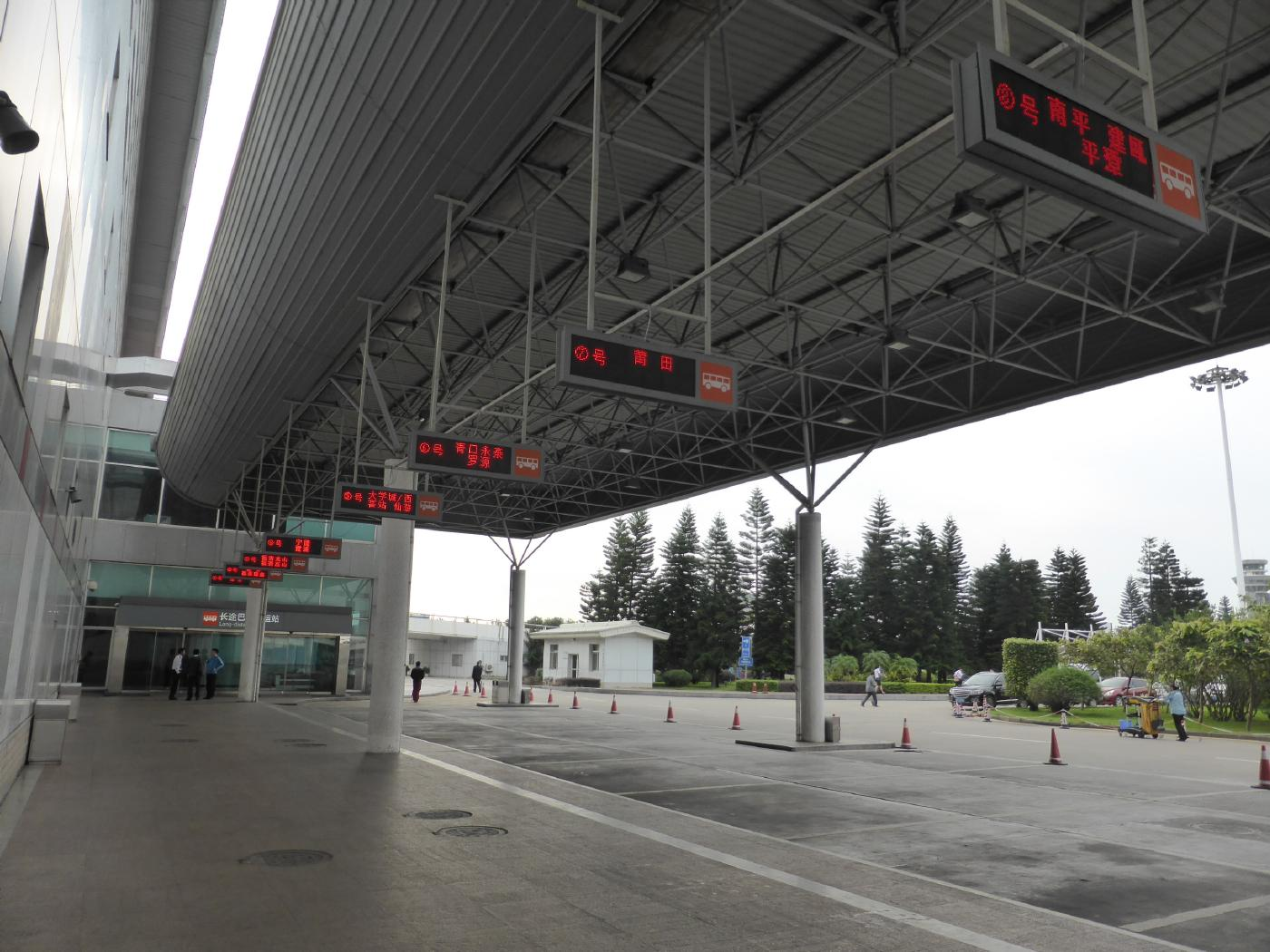
长途机场巴士停车位

福州长乐国际机场涵括市区和长途的机场巴士服务均由厦门翔业集团旗下的元翔快线提供，线路根据实际客流与乘客需求使用多种车型的大巴、中巴或商务车。乘客可通过机场巴士前往福州市区、福清、永泰、连江、平潭等福州县市，也可通过长途巴士前往莆田、南平、宁德等周边多个城市。
- 福州五一中路阿波罗大酒店（现：锦颐大酒店）↔機場（人民幣26元/單人單次, 行車時間大約1小時）
- 闽运汽车北站(福州火车站旁)↔机场
- 上街大学城↔机场，票价￥31
- 三坊七巷城市候机厅（光禄坊公交站）↔机场，票价￥50
- 火车南站↔机场
- 仓山师大↔机场
- 台江升龙汇金中心↔机场
- 连江闽运车站↔机场
- 福清市革命历史纪念碑↔机场
- 长乐闽运旧车站↔牛山环岛↔机场（长乐闽运公交）
- 阿弥陀佛大饭店↔机场，票价：大巴￥31，商务车￥50
- 泰禾凯宾斯基酒店↔机场，票价：￥50
- 福清高山海景园酒店，三山冠辉酒店，龙田东威水产↔机场，票价：往高山￥50，往三山￥45，往龙田￥40
- 福清江阴、新厝、渔溪、宏路↔机场，票价：往江阴￥55，往新厝￥50，往渔溪￥45，往宏路￥35
- 福清瑞鑫大酒店、龙山客运站、长乐江田客运站↔机场，票价：往瑞鑫大酒店￥30，往江田￥15

## 未来发展
福州长乐国际机场在设计上按一次规划、 分期建设的方式实施。
根据《福州长乐国际机场总体规划（2013年版）》，福州长乐国际机场规划在近期（2025年）新建一座航站楼与一条远距跑道，实现2850万人次吞吐量的保障能力。在远期（2045年）新建一条近距跑道，实现5650万人次吞吐量的保障能力。
2019年8月，国家发改委批准了福州长乐国际机场二期扩建工程项目，同意福州机场新建一座25.5万平方米的T2航站楼、一条长3600米、宽60米的第二跑道、第二塔台等设施。
二期扩建后，福州机场将达到4F飞行区等级指标，能满足2030年旅客吞吐量3600万人次、货邮吞吐量45万吨的目标。
此外，交通配套上，一条连接福州机场、福州新区与福州主城区的福州地鐵濱海快線正在建设，连接福州机场与莆田、宁德的福州機場高速鐵路亦在规划完成，即將動工。

## 事故及事件

### 经营亏损事件
由于选址距离市区过远、建设规模过度超前、交通基础设施不完善等一系列原因，福州长乐国际机场在投入运营初期曾陷严重的经营亏损，濒临破产边缘。
从1997年通航至2002年初，福州机场旅客量和货邮量仅达到设计规模的1/3左右，航站楼和机场生活区大量闲置，运营4年半累计亏损达11亿元。
2002年11月下旬，国务院有关领导指示国家计委、审计署成立联合调查组对长乐国际机场项目进行审计。经全面查清后，审计报告显示福州机场项目因决策不科学、建设规模过度超前、项目建设管理混乱、机构运营后体制不顺造成了后续经营的严重亏损。
2003年，福建省与福州市两级政府就审计署调查结果展开整改，对机场进行重组改制。最终福州机场相应经营性资产及所有业务和特许经营权被厦门翔业集团接收，即成为如今元翔（福州）国际航空港。重组后，在基础设施日益完善和经营企业的妥善运作下，长乐机场在2005年首度实现盈利595万元。
2010年，福州机场吞吐量达到最初设计的650万人次级别。
同时也有观点认为机场经营管理不善导致严重亏损资在当时全国是正常的，当时全国多数机场都是亏损，并且福州机场是全国首座完全由地方投资的大型现代化国际机场，省财政没有资助建的机场，主要资金来源是福州市政府财政，银行贷款，华人华侨及福州市民捐资，而同期的其他机场大多由国家与省政府出资。而且机场的相关交通也没有及时修建完毕，由于资金不足，机场交通只能分期建设，期间福州市区前往长乐机场时间高达近3个小时，通往机场高速专用线一直到2005年才修建完，高速二期修建完毕后，福州市区前往长乐机场的时间缩减至半小时左右，机场客流开始提升，同时机场也逐渐盈利。
根据媒体报道与审计署称机场总投资二十亿中的十二亿八千万元被挪用、侵吞，被多名官员用于购买豪宅与匿名贪腐，甚至牵扯到北京的正国级官员。

### 事故
- 2015年5月10日，一架编号B-3476的新舟60执飞义乌往福州的幸福航空1529号航班，在福州机场03号跑道向北落地时冲出跑道，停在跑道东侧草坪上，机翼和机身交接处断裂，双发螺旋桨触地。事故最终造成3名乘客轻伤。[44]
- 2015年12月10日8时许，一架编号B-5507的波音737-800执飞中国国际航空1822号班机时，在福州机场03跑道头发生右发动机冒火事故，跟随CA1822航班滑行、由编号B-1906的另一架737-800执飞的福州航空6577号班机发现后向塔台通报CA1822航班的火情，国航飞机及时关车。8时07分，机场消防分部8部消防车赶到现场，对FU6577航班喷洒灭火泡沫，运行指挥中心8时09分发现喷错后通知消防队转向国航CA1822航班进行施救。事件导致福州机场跑道关闭1小时40分钟，执飞FU6577号航班的B-1906号飞机则因消防泡沫进入发动机核心区而需更换两台发动机[45][46]。